# Piotr Zieliński
Piotr Zieliński (Ząbkowice Śląskie, 20 de mayo de 1994) es un futbolista polaco que juega de centrocampista en el Inter de Milán de la Serie A.

## Trayectoria

### Udinese Calcio
Entre 2003 y 2007, Zieliński estuvo jugando en el Orzeł Ząbkowice Śląskie de su ciudad natal antes de fichar por el Zagłębie Lubin, equipo que más tarde abandonaría en 2011 al ser comprado por el Udinese italiano como refuerzo del equipo para primavera de ese mismo año.
Hizo su debut en el primer equipo en la temporada 2012-2013, en la victoria por cuatro goles a uno frente al Cagliari el 2 de diciembre de 2012, entrando como sustituto de Antonio Di Natale en el minuto 91.

### Empoli F. C.
En la ventana de transferencia de verano 2014 fue cedido al Empoli, equipo recién ascendido a la Serie A. Debutó con el conjunto toscano el 13 de septiembre de 2014 en sustitución de Daniel Cruz en el partido contra la Roma. Ese mismo año debuta en la Copa de Italia en la victoria sobre el Genoa. Al año siguiente, marca su primer tanto con el Empoli contra el Genoa C. F. C. el 24 de octubre de 2015.

### S. S. C. Napoli

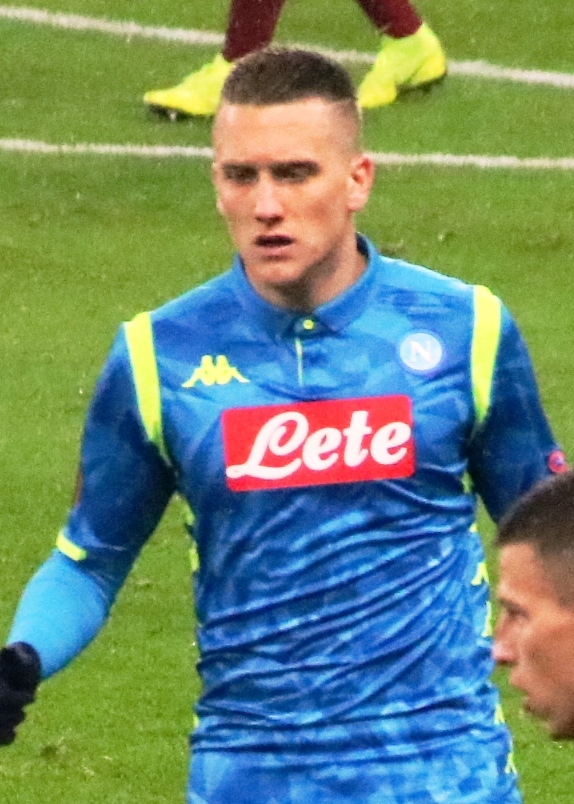
Con la camiseta del Napoli en 2019.

El 4 de agosto de 2016 luego de su gran temporada con el Empoli y su participación en la Euro 2016 con Polonia, el club S. S. C. Napoli pagó los 15 millones de euros al Udinese (dueño de su pase) para hacerse con los servicios del futbolista.
El 21 de agosto siguiente debutó con la camiseta azzurra en el partido de liga ante el Pescara (2-2), entrando en la segunda parte por Marek Hamšík. El 13 de septiembre debutó en la Liga de Campeones de la UEFA y, en general, en la fase de grupos de una competición europea, de nuevo como sustituto de Marek Hamšík en el victorioso partido de local contra el Dinamo de Kiev (2-1). Su primer gol con la camiseta napolitana llegó el 2 de diciembre de 2016, abriendo el marcador en el partido de liga contra el Inter de Milán (3-0). Terminó su primera temporada con la camiseta napolitana sumando 6 goles, incluyendo uno en los octavos de final de la Copa Italia contra el Spezia.
En su segunda temporada, debutó como titular en la primera jornada de liga ganado de local contra el Hellas Verona por 1-3. En la segunda fecha ya encontró su primer gol contra el Atalanta de Bérgamo, poniendo el marcador en 1-1 y allanando el camino de la remontada azzurra (3-1). Marcó su primer gol en la Liga de Campeones el 21 de noviembre, en el partido de local contra el Shajtar Donetsk, que terminó 3-0 para los napolitanos. Al final de las competiciones totalizó 7 goles y 47 presencias, a menudo sustituyendo al capitán del equipo, Marek Hamšík.
En la temporada 2018-2019, bajo la dirección de Carlo Ancelotti, debutó en el primer partido de la Serie A ganado 1-2 contra la Lazio. A la semana siguiente fue protagonista, gracias a un doblete, de la victoria del Napoli contra el AC Milan por 3-2. Volvió a marcar en la victoria por 4-0 contra el Frosinone. Marcó su primer gol europeo de la temporada en el partido de ida de los octavos de final de la Liga Europa contra el Zúrich, que acabó 1-3 para el Napoli. En el penúltimo partido de liga, contra el Inter de Milán, marcó el primer gol del encuentro, que terminó 4-1 a favor de los azzurri. En total, marcó 7 goles y 2 asistencias tanto en la liga como en la copa.
El 17 de junio de 2020 ganó la Copa Italia, el primer trofeo de su carrera, gracias al triunfo ante la Juventus de Turín.
En la temporada 2020-2021 se convirtió en uno de los elementos más incisivos del equipo, marcando 8 goles y dando 10 asistencias en la Serie A. Sin embargo, su actuación no fue suficiente para lograr la clasificación para la Liga de Campeones con el Napoli, que terminó el campeonato en el quinto puesto.
Al año siguiente, el centrocampista volvió a ser fundamental para los napolitanos, marcando varios goles importantes. El 31 de octubre decidió el derbi de Campania en casa contra la Salernitana gracias a un gol en el minuto 61, y repitió en los partidos de liga contra el Inter, la Lazio y el Atalanta, así como en la Liga Europa contra el Legia de Varsovia. El 17 de febrero de 2022 desbloqueó el marcador en el partido de ida de la ronda preliminar de la fase eliminatoria de la Liga Europa contra el Barcelona (1-1) en el Camp Nou.
Comenzó la temporada 2022-2023 con un gol en la victoria de visitante contra el Hellas Verona (5-2), en la fecha 1 de la Serie A. El 7 de septiembre marcó un doblete en el partido contra el Liverpool, en el Estadio Diego Armando Maradona, válido para la primera jornada de la fase de grupos de la Liga de Campeones y los napolitanos ganaron por 4-1.

### Inter de Milán
El 6 de julio de 2024 se hizo oficial su fichaje por el Inter de Milán para las siguientes cuatro temporadas.

## Selección nacional
Debutó con la selección de Polonia el 4 de junio de 2013 en un amistoso ante la selección de Liechtenstein, partido que terminó 2-0 a favor de su equipo.
Convirtió su primer gol internacional el 14 de agosto de 2013 en un triunfo por 3-2 ante la selección de Dinamarca en un amistoso.
Disputó la Copa Mundial de Fútbol de 2018 en Rusia, en la que la selección de Polonia no pudo pasar de la primera fase.

### Participaciones en Copas del Mundo
| Mundial      | Sede  | Resultado        | Partidos | Goles |
| ------------ | ----- | ---------------- | -------- | ----- |
| Mundial 2018 | Rusia | Primera fase     | 3        | 0     |
| Mundial 2022 | Catar | Octavos de final | 4        | 1     |

### Participaciones en Eurocopas
| Copa          | Sede     | Resultado        | Partidos | Goles |
| ------------- | -------- | ---------------- | -------- | ----- |
| Eurocopa 2016 | Francia  | Cuartos de final | 1        | 0     |
| Eurocopa 2020 | Europa   | Primera fase     | 3        | 0     |
| Eurocopa 2024 | Alemania | Primera fase     | 3        | 0     |

### Goles como internacional
| Goles como internacional con Polonia | Goles como internacional con Polonia | Goles como internacional con Polonia                   | Goles como internacional con Polonia | Goles como internacional con Polonia | Goles como internacional con Polonia | Goles como internacional con Polonia |
| N.º                                  | Fecha                                | Lugar                                                  | Oponente                             | Marcador                             | Resultado                            | Competición                          |
| ------------------------------------ | ------------------------------------ | ------------------------------------------------------ | ------------------------------------ | ------------------------------------ | ------------------------------------ | ------------------------------------ |
| 1.                                   | 14 de agosto de 2013                 | Arena Gdansk, Gdansk, Polonia                          | Dinamarca                            | 3–2                                  | 3-2                                  | Amistoso                             |
| 2.                                   | 10 de septiembre de 2013             | Estadio Olímpico de San Marino, Serravalle, San Marino | San Marino                           | 0-1                                  | 1-5                                  | Clasificación Mundial 2014           |
| 3.                                   | 10 de septiembre de 2013             | Estadio Olímpico de San Marino, Serravalle, San Marino | San Marino                           | 1-4                                  | 1-5                                  | Clasificación Mundial 2014           |
| 4.                                   | 27 de marzo de 2018                  | Estadio de Silesia, Chorzów, Polonia                   | Corea del Sur                        | 3-2                                  | 3-2                                  | Amistoso                             |
| 5.                                   | 8 de junio de 2018                   | Estadio Municipal de Poznan, Poznan, Polonia           | Chile                                | 2-0                                  | 2-2                                  | Amistoso                             |
| 6.                                   | 7 de septiembre de 2018              | Estadio Renato Dall'Ara, Bolonia, Italia               | Italia                               | 0–1                                  | 1–1                                  | Liga de Naciones de la UEFA 2018-19  |
| 7.                                   | 8 de junio de 2021                   | Estadio Municipal de Poznan, Poznan, Polonia           | Islandia                             | 1–1                                  | 2-2                                  | Amistoso                             |
| 8.                                   | 29 de marzo de 2022                  | Estadio de Silesia, Chorzów, Polonia                   | Suecia                               | 2-0                                  | 2-0                                  | Clasificación Mundial 2022           |
| 9.                                   | 11 de junio de 2022                  | De Kuip, Róterdam, Países Bajos                        | Países Bajos                         | 0–2                                  | 2–2                                  | Liga de Naciones de la UEFA 2022-23  |
| 10.                                  | 26 de noviembre de 2022              | Estadio Ciudad de la Educación, Rayán, Catar           | Arabia Saudita                       | 1–0                                  | 2–0                                  | Mundial 2022                         |

## Estadísticas

### Clubes
Actualizado al último partido disputado el 18 de mayo de 2025.
| Club                     | Div.          | Temporada     | Liga  | Liga  | Copas nacionales | Copas nacionales | Torneos internacionales | Torneos internacionales | Total | Total | Media goleadora |
| Club                     | Div.          | Temporada     | Part. | Goles | Part.            | Goles            | Part.                   | Goles                   | Part. | Goles | Media goleadora |
| ------------------------ | ------------- | ------------- | ----- | ----- | ---------------- | ---------------- | ----------------------- | ----------------------- | ----- | ----- | --------------- |
| Udinese Calcio · Italia  | 1.ª           | 2012-13       | 9     | 0     | 0                | 0                | ―                       | ―                       | 9     | 0     | 0               |
| Udinese Calcio · Italia  | 1.ª           | 2013-14       | 10    | 0     | 0                | 0                | 1                       | 0                       | 11    | 0     | 0               |
| Udinese Calcio · Italia  | Total club    | Total club    | 19    | 0     | 0                | 0                | 1                       | 0                       | 20    | 0     | 0               |
| Empoli F. C. · Italia    | 1.ª           | 2014-15       | 28    | 0     | 2                | 0                | ―                       | ―                       | 30    | 0     | 0               |
| Empoli F. C. · Italia    | 1.ª           | 2015-16       | 35    | 5     | 1                | 0                | ―                       | ―                       | 36    | 5     | 0.14            |
| Empoli F. C. · Italia    | Total club    | Total club    | 63    | 5     | 3                | 0                | 0                       | 0                       | 66    | 5     | 0.08            |
| S. S. C. Napoli · Italia | 1.ª           | 2016-17       | 36    | 5     | 4                | 1                | 7                       | 0                       | 47    | 6     | 0.13            |
| S. S. C. Napoli · Italia | 1.ª           | 2017-18       | 36    | 4     | 2                | 0                | 9                       | 3                       | 47    | 7     | 0.15            |
| S. S. C. Napoli · Italia | 1.ª           | 2018-19       | 36    | 6     | 1                | 0                | 12                      | 1                       | 49    | 7     | 0.14            |
| S. S. C. Napoli · Italia | 1.ª           | 2019-20       | 37    | 2     | 5                | 0                | 7                       | 0                       | 49    | 2     | 0.04            |
| S. S. C. Napoli · Italia | 1.ª           | 2020-21       | 36    | 8     | 5                | 0                | 6                       | 2                       | 47    | 10    | 0.21            |
| S. S. C. Napoli · Italia | 1.ª           | 2021-22       | 35    | 6     | 0                | 0                | 7                       | 2                       | 42    | 8     | 0.19            |
| S. S. C. Napoli · Italia | 1.ª           | 2022-23       | 37    | 3     | 1                | 0                | 10                      | 4                       | 48    | 7     | 0.15            |
| S. S. C. Napoli · Italia | 1.ª           | 2023-24       | 28    | 3     | 1                | 0                | 6                       | 1                       | 35    | 4     | 0.11            |
| S. S. C. Napoli · Italia | Total club    | Total club    | 281   | 37    | 19               | 1                | 64                      | 13                      | 364   | 51    | 0.14            |
| Inter de Milán · Italia  | 1.ª           | 2024-25       | 26    | 2     | 3                | 0                | 10                      | 0                       | 39    | 2     | 0.05            |
| Inter de Milán · Italia  | Total club    | Total club    | 26    | 2     | 3                | 0                | 10                      | 0                       | 39    | 2     | 0.05            |
| Total carrera            | Total carrera | Total carrera | 389   | 44    | 25               | 1                | 75                      | 13                      | 489   | 58    | 0.12            |
| 1. 2. 3.                 |               |               |       |       |                  |                  |                         |                         |       |       |                 |

## Palmarés

### Campeonatos nacionales
| Título      | Club            | País   | Año  |
| ----------- | --------------- | ------ | ---- |
| Copa Italia | S. S. C. Napoli | Italia | 2020 |
| Serie A     | S. S. C. Napoli | Italia | 2023 |